# Uffici di rappresentanza della Commissione europea
Gli uffici di rappresentanza della Commissione europea sono 33 e sono diffusi in tutti i 27 stati dell'Unione europea. Dipendono dalla Direzione Generale Comunicazione.
Ogni Rappresentanza ha le seguenti funzioni:
- Rafforzare il legame tra i cittadini del territorio e la Commissione;
- Stimolare un continuo dibattito sull'avvenire dell'Europa, far capire l'importanza di una legislazione europea coordinata, attraverso l'illustrazione delle procedure per l'adozione e dei risultati ottenuti;
- Fornire informazioni alle persone fisiche e giuridiche che ne facciano richiesta sulle politiche e le iniziative comunitarie, ma anche su concorsi, bandi e tirocini;
- Informare i cittadini europei dei diritti di cui godono e dei mezzi di tutela;
- Instaurare rapporti con gli organi d'informazione del territorio in cui si trovano al fine di promuovere le attività e le iniziative della Commissione, nonché monitorare la stampa del territorio di riferimento;
- Rappresentare la Commissione presso le istituzioni nazionali, regionali, provinciali, comunali e presso le associazioni di categoria del territorio di competenza;
- Promuovono, patrociniano e contribuiscono alla realizzazione di manifestazioni a carattere europeo, in particolar modo a quelle legate alla "settimana europea" che si svolge ogni anno intorno al 9 maggio, festa dell'Unione;
- Organizzano le visite ufficiali dei commissari europei nel territorio di loro competenza.

## Rappresentanze in Italia
In Italia la Commissione europea ha due uffici: la Rappresentanza in Italia a Roma e la Rappresentanza regionale a Milano. 
Gli uffici svolgono le loro funzioni attraverso un sito Internet, tre newsletter: "12 Stelle", "In Europa", "In Europa Quindicinale" ed una pubblicazione semestrale, "Dossier Europa".
La Rappresentanza gestisce una rete informatica di diffusione documenti per i media, organizza conferenze stampa e coordina una rete di giornalisti.
Comunica con le istituzioni politiche, le associazioni di categoria, la società civile organizzata ed il mondo dell'educazione, in particolar modo organizza concorsi ed iniziative di dibattito al fine di sensibilizzare i cittadini alle "questioni europee".
Promuove campagne di informazione all'interno di un'intesa siglata tra il Governo italiano ed i rappresentanti degli enti locali e gestisce le reti di informazione sull'Unione europea:  rete "Europe Direct", i CDE (Centri di documentazione europea) e la rete di conferenzieri "Team Europe", organizzando a livello locale dialoghi con i cittadini su temi particolarmente sentiti.
I funzionari partecipano direttamente a programmi televisioni e trasmissioni radiofoniche, e organizzano eventi e conferenze dirette a tutti i cittadini o a specifici settori.

## Elenco delle Rappresentanze
Austria
- Vienna

 Belgio
- Bruxelles

 Bulgaria
- Sofia

 Cipro
- Nicosia

 Croazia
- Zagabria

 Danimarca
- Copenaghen

 Estonia
- Tallinn

 Finlandia
- Helsinki

 Francia
- Parigi
- Marsiglia

 Germania
- Berlino
- Bonn
- Monaco di Baviera

 Grecia
- Atene

 Irlanda
- Dublino

 Italia
- Roma
- Milano

 Lettonia
- Riga

 Lituania
- Vilnius

 Lussemburgo
- Lussemburgo

 Malta
- La Valletta

 Paesi Bassi
- L'Aia

 Polonia
- Varsavia
- Breslavia

 Regno Unito
- Londra
- Cardiff
- Edimburgo
- Belfast

 Rep. Ceca
- Praga

 Romania
- Bucarest

 Portogallo
- Lisbona

 Slovacchia
- Bratislava

 Slovenia
- Lubiana

 Spagna
- Madrid
- Barcellona

 Svezia
- Stoccolma

 Ungheria
- Budapest